# Chalcura brunneipolita
Chalcura brunneipolita är en stekelart som först beskrevs av Girault 1934.  Chalcura brunneipolita ingår i släktet Chalcura och familjen Eucharitidae. Inga underarter finns listade i Catalogue of Life.